# Lil Tecca
Tyler-Justin Anthony Sharpe (Nueva York, Estados Unidos, 26 de agosto de 2002), conocido por su nombre artístico Lil Tecca, es un rapero estadounidense. Se hizo conocido con el lanzamiento de su sencillo «Ransom», el cual alcanzó el puesto número 4 en el Billboard Hot 100. El sencillo fue incluido en su primer mixtape «We Love You Tecca» (2019), el cual llegó a estar en el cuarto puesto del Billboard 200. El mixtape también incluía los sencillos «Love Me» y «Did It Again».
Su primer álbum de estudio, Virgo World (2020), debutó en el puesto número 10 en el Billboard 200 y fue incluido en el Billboard Hot 100 con las canciones «Dolly» y «When You Down». Su segundo mixtape, We Love You Tecca 2, fue lanzado en 2021, incluyendo la canción «Repeat It» y «Lot of Me».

## Primeros años
Tyler-Justin Anthony Sharpe nació el 26 de agosto de 2002 en Queens, el área de inmigrantes jamaicanos de Nueva York. Paso su infancia en el vecindario de Queens, Springfield Gardens. Más tarde se mudó a Cedarhurst en Long Island. Desde pequeño, Sharpe tuvo el sueño de ser un jugador de la NBA, pero a la edad de 12 años lo abandonó y se concentró en su carrera musical.

## Carrera
Cuando Tecca tenía nueve años, se centró en su interés en la música a base de rapear con sus amigos con su micrófono de Xbox. Hicieron distintas pistas entre ellos, y una de ella fue publicada en SoundCloud hace unos años,  pero fue borrada.  Al principio, él no tenía intenciones de empezar una carrera musical en lugar y en cambio tenía el sueño de ser una estrella de la NBA. Sin embargo, durante sus años en el instituto, perdió el interés en el baloncesto y consideró tomarse la música en serio. Su primer sencillo en conseguir popularidad fue “Tectri”, el cual fue grabado en colaboración con su amigo, Lil Gummybear, y fue lanzado a principios de 2017. Solo un año después, la carrera de Tecca se haría conocido gracias a su sencillo, “Ransom”, la cual originalmente fue publicada en el canal de YouTube de Cole Bennett, Lyrical Lemonade el 22 de mayo de 2019. La canción alcanzó el puesto número 4 en el Billboard Hot 100 y superó los 900 millones streams en Spotify y las 300 millones de reproducciones en YouTube.
El 30 de agosto de 2019, Tecca lanzó su primer mixtape, We Love You Tecca. El mixtape alcanzó el puesto número 4 en el Billboard 200 estadounidense.
Tras la publicación de varios sencillos en 2020, Tecca lanzó su primer álbum, Virgo World, el 18 de septiembre de 2020.
El 6 de abril de 2021, Tecca publicó su sencillo "Show Me Up". El 6 de mayo de 2021, publicó el sencillo "Never Left", el cual llegó al puesto número 54 en el  Billboard Hot 100 estadounidense.
El 6 de agosto de 2021, Tecca publicó su sencillo "Repeat It" con el rapero americano Gunna. El 27 de agosto de ese mismo año, publicó su segundo álbum de estudio, We Love You Tecca 2, la secuela de su mixtape, We Love You Tecca.

## Discografía

### Álbumes de estudio
| Título              | Detalles del Álbum                                                                                                  |
| ------------------- | --- |
| Virgo World         | - Lanzamiento: 18 de septiembre de 2020 - Discografía: Galactic, Republic - Formato: CD,Descarga digital, streaming |
| We Love You Tecca 2 | - Lanzamiento: 27 de agosto de 2021 - Discografía: Galactic, Republic - Formato: CD, Descarga digital, streaming    |

### Mixtapes
| Título            | Detalles del Álbum                                                                                                   | Certificaciones |
| ----------------- | --- | --------------- |
| We Love You Tecca | - Lanzamiento: 30 de agosto de 2019 - Discografía: Galactic, Republic - Formato: CD, LP, Descarga digital, streaming | - RIAA: Platino |

### Sencillos

#### Como artista principal
| Título                                                   | Año  | Posicionamiento en lista | Posicionamiento en lista | Posicionamiento en lista | Posicionamiento en lista | Posicionamiento en lista | Posicionamiento en lista | Posicionamiento en lista | Posicionamiento en lista | Posicionamiento en lista | Certificaciones                                                       | Álbum               |
| Título                                                   | Año  | US                       | US R&B/HH                | US Rap                   | AUS                      | CAN                      | GRE                      | IRE                      | NZ                       | UK                       | Certificaciones                                                       | Álbum               |
| -------------------------------------------------------- | ---- | ------------------------ | ------------------------ | ------------------------ | ------------------------ | ------------------------ | ------------------------ | ------------------------ | ------------------------ | ------------------------ | --------------------------------------------------------------------- | ------------------- |
| "Love Me"                                                | 2018 | 97                       | 41                       | —                        | —                        | 72                       | —                        | 73                       | —                        | 66                       | - ARIA: Oro - MC: Oro                                                 | We Love You Tecca   |
| "Ransom"                                                 | 2019 | 4                        | 2                        | 2                        | 8                        | 2                        | 2                        | 3                        | 7                        | 7                        | - RIAA: 4× Platino - ARIA: 2× Platino - BPI: Platino - MC: 6× Platino | We Love You Tecca   |
| "Did It Again"                                           | 2019 | 64                       | 24                       | 21                       | —                        | 34                       | 63                       | 89                       | —                        | 84                       | - RIAA: Platino - MC: Oro                                             | We Love You Tecca   |
| "Glo Up"                                                 | 2019 | —                        | —                        | —                        | —                        | —                        | —                        | —                        | —                        | —                        |                                                                       | We Love You Tecca   |
| "Somebody" (con Internet Money y A Boogie wit da Hoodie) | 2019 | 96                       | 44                       | —                        | —                        | 54                       | —                        | 93                       | 16                       | 75                       | - RIAA: Platino - MC: Platino                                         | B4 the Storm        |
| "Why U Look Mad"                                         | 2019 | —                        | —                        | —                        | —                        | —                        | —                        | —                        | —                        | —                        |                                                                       |                     |
| "IDK"                                                    | 2020 | —                        | —                        | —                        | —                        | —                        | —                        | —                        | —                        | —                        |                                                                       |                     |
| "All Star" (con Lil Tjay)                                | 2020 | —                        | —                        | —                        | —                        | —                        | —                        | —                        | 39                       | —                        |                                                                       |                     |
| "Out of Love" (con Internet Money)                       | 2020 | —                        | —                        | —                        | —                        | —                        | —                        | —                        | 15                       | —                        |                                                                       | Virgo World         |
| "Royal Rumble"                                           | 2020 | —                        | —                        | —                        | —                        | —                        | —                        | —                        | —                        | —                        |                                                                       | Virgo World         |
| "Our Time"                                               | 2020 | —                        | —                        | —                        | —                        | —                        | —                        | —                        | —                        | —                        |                                                                       | Virgo World         |
| "Dolly" (con Lil Uzi Vert)                               | 2020 | 80                       | 26                       | 25                       | —                        | 63                       | —                        | —                        | 15                       | —                        |                                                                       | Virgo World         |
| "Jetski" (con Internet Money y Lil Mosey)                | 2021 | —                        | —                        | —                        | —                        | 88                       | —                        | —                        | 16                       | —                        |                                                                       |                     |
| "Show Me Up"                                             | 2021 | —                        | 50                       | —                        | —                        | —                        | —                        | —                        | 22                       | —                        |                                                                       |                     |
| "Never Left"                                             | 2021 | 56                       | 24                       | 19                       | —                        | 30                       | —                        | 42                       | 4                        | 50                       |                                                                       | We Love You Tecca 2 |
| "Money on Me"                                            | 2021 | —                        | —                        | —                        | —                        | —                        | —                        | —                        | —                        | —                        |                                                                       | We Love You Tecca 2 |
| "Repeat It" (con Gunna)                                  | 2021 | 80                       | 28                       | 20                       | —                        | 39                       | —                        | —                        | 13                       | —                        |                                                                       | We Love You Tecca 2 |
| "Fallin"                                                 | 2022 | —                        | —                        | —                        | —                        | —                        | —                        | —                        | 36                       | —                        |                                                                       |                     |
| Dark thoughts                                            | 2024 |                          |                          |                          |                          |                          |                          |                          |                          |                          |                                                                       |                     |

#### Como artista acompañante
| Título                                           | Año  | Posicionamiento en lista | Posicionamiento en lista | Posicionamiento en lista | Certificaciones         | Álbum     |
| Título                                           | Año  | AUS                      | CAN                      | NZ Hot                   | Certificaciones         |           |
| ------------------------------------------------ | ---- | ------------------------ | ------------------------ | ------------------------ | ----------------------- | --------- |
| "Memories in My Head" (Lougotcash con Lil Tecca) | 2019 | —                        | —                        | —                        |                         | Trap Jew  |
| "Diva" (The Kid Laroi con Lil Tecca)             | 2020 | 76                       | —                        | 6                        | - RIAA: Oro - ARIA: Oro | Sin Álbum |
| "Prada" (24kGoldn con Lil Tecca)                 | 2021 | —                        | 71                       | 18                       |                         | Sin Álbum |

#### Como artista invitado
| Título             | Año  | Artista principal | Álbum                                                        |
| ------------------ | ---- | ----------------- | ------------------------------------------------------------ |
| "Mavericks"        | 2019 | Danny Wolf, WAV   | Night of the Wolf                                            |
| "How I was Raised" | 2020 | Trippie Redd      | A Love Letter To You 4 (Deluxe)                              |
| "Dime Pa Que"      | 2020 | Natanael Cano     | Trap Tumbado                                                 |
| "JLO"              | 2020 | Internet Money    | B4 the Storm                                                 |
| "Bussin Bussin"    | 2021 |                   | F9: The Fast Saga (Original Motion Picture Soundtrack)       |
| "Gametime"         | 2021 | Aminé             | Space Jam: A New Legacy (Original Motion Picture Soundtrack) |